# 台北アフタースクール
『台北アフタースクール』（たいぺいあふたーすくーる、原題：成功補習班、英題：After School）は、2023年の台湾映画。
第36回東京国際映画祭ワールドフォーカス部門に出品。 2023年、台北映画祭でクロージング作品として上映された。
2024年7月26日より、東京・シネマート新宿ほか日本公開。

## ストーリー
映画監督のチャン・ジェンハンは、学生時代の友人とともに塾の恩師・シャオジー先生の見舞いに訪れた。見舞いをきっかけに、現在は空き家となってしまった塾の様子を見に行ったチャン・ジェンハンたち。そこに残る学生時代の面影から、あの頃の青春の記憶がよみがえる――。
1994年、台北の予備校塾「成功補習班」に通ったチャン・ジェンハン。そして、「ラブレター王」と呼ばれるほどのモテ男・チェン・シャン、頭がよくやさしい「和尚」ことワン･シャンハー。イタズラ好きな彼ら3人は塾で“成功三剣士”と呼ばれる問題児であった。ある日、成功補習班に新たな代理講師が着任してくる。——それが彼らの人生を大きく変えることになる、シャオジー先生との出会いだった。
受験勉強だけではなく「愛とは何か？」、型破りだが個性を尊重し、寄り添うシャオジー先生の姿は、次第に生徒たちを魅了していく。人を好きになるということ、自分の好きを表現すること。大学受験まで残り1か月、チャン・ジェンハンたちは自分自身と向き合い、本当の自分、新しい自分を見つめ直していく。

## キャスト
- チャン・ジェンハン - ジャン・ファイユン（中国語版）
- チェン・シャン - チウ・イータイ（中国語版）
- ワン・シャンハー/和尚 - ウー・ジエンハー（中国語版）
- チェン・スー - シャーリーズ・ラム（中国語版）
- リウ・ジンシー/ミッキー（通称 シャオジー先生） - ホウ・イェンシー（中国語版）